# Paramount Theatre (Seattle)
Pour les articles homonymes, voir Paramount Theatre.
Le Paramount Theatre est une salle de spectacle de 2800 places située dans le centre-ville de Seattle aux États-Unis, au croisement de la 9e avenue et de Pine Street. À l'origine salle de cinéma, il ouvre officiellement ses portes le 1er mars 1928 sous le nom de Seattle Theatre, et est depuis le 9 octobre 1974 inscrit au Registre national des lieux historiques. Le cinéma fait partie des lieux emblématiques de la ville de Seattle. Le bâtiment est l'œuvre de l'architecte B. Marcus Priteca et fut construit par la société de construction Rapp & Rapp, célèbre pour ses nombreuses constructions aux États-Unis. Il fut renommé en Paramount dans les années 1940. Aujourd'hui, le lieu fait office de salle de spectacles, salle de concerts, et lieu de projection de films muets.

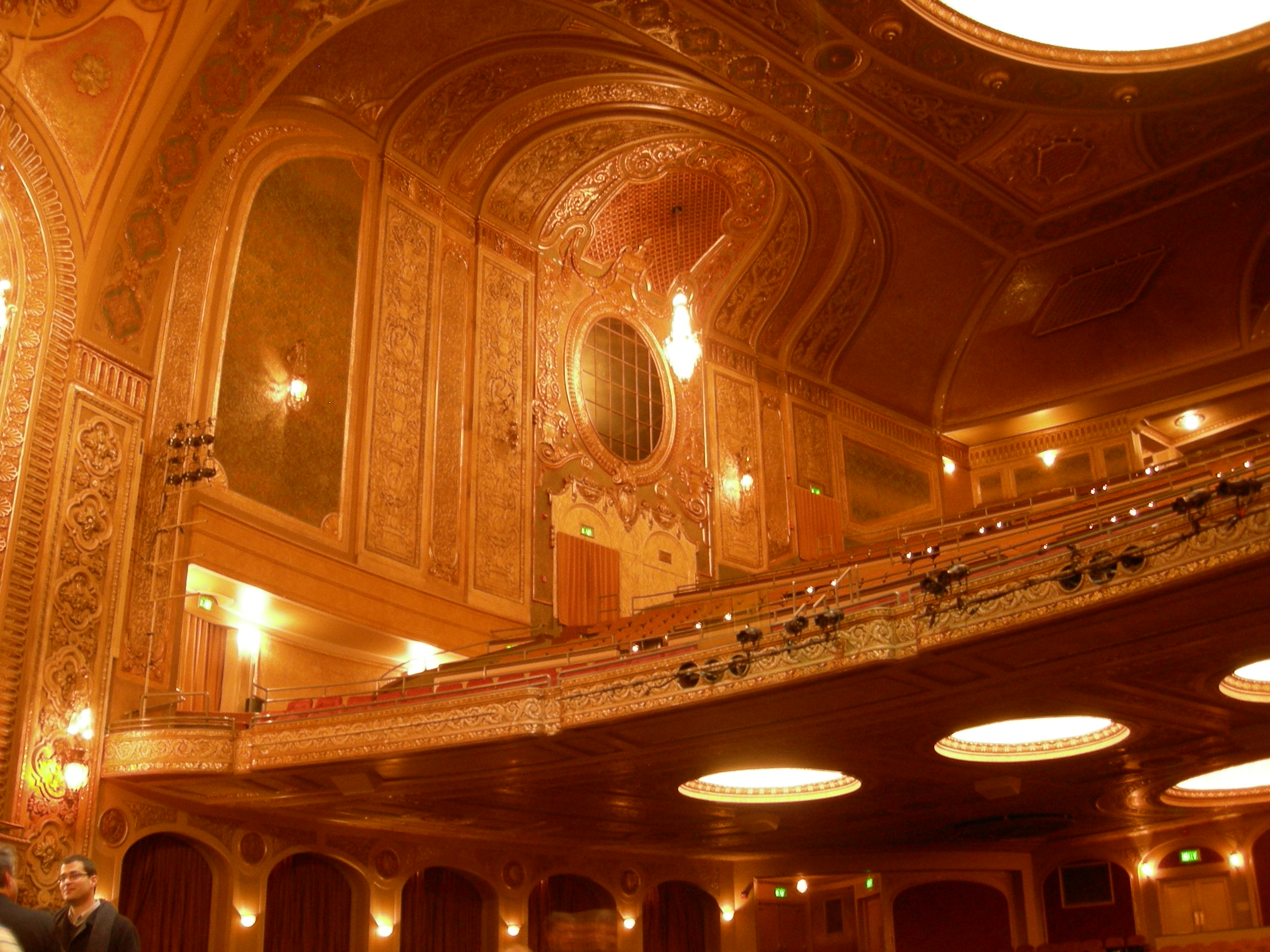
Intérieur du Paramount Theatre